# Springbank
Springbank er et whiskydestilleri i Skotland.
Springbank ligger i byen Campbeltown på halvøen Kintyre i Skotland.
Destilleriet blev grundlagt i 1828.

## Ekstern henvisning
- Springbankdistillers.com

55°25′30″N 5°36′32″V / 55.425°N 5.609°V